# Georg Baumgartner (Politiker, 1860)
Georg Baumgartner (* 6. November 1860 in Steyrling; † 28. November 1927 in Wels) war ein österreichischer katholischer Geistlicher und christlichsozialer Politiker.
Nach der einklassigen Volksschule in Steyrling besuchte Georg Baumgartner in den Jahren von 1873 bis 1881 das Privatgymnasium der Jesuiten am Freinberg bei Linz und das Staatsgymnasium Linz (heute: Akademisches Gymnasium). Nach der Matura besuchte er das Priesterseminar in Linz und wurde am 27. Juli 1884 in Linz zum Priester geweiht. Ab 1885 war er Kooperator in Wels. Von 1889 bis 1902 war er als Redakteur für die Welser Zeitung tätig, 1894 gründete er den Katholischen Arbeiterverein in Wels. Von 1902 bis 1903 war er Pfarrprovisor, von 1903 bis 1914 Stadtpfarrer in Weyer. Ab 1914 war er Stadtpfarrer, ab 1919 auch Dechant in Wels.
Baumgartner war von 1903 bis 1918 Abgeordneter zum Österreichischen Reichsrat (X., XI. und XII. Legislaturperiode), von 1909 bis 1915 oberösterreichischer Landtagsabgeordneter und 1918/19 Mitglied der Provisorischen Nationalversammlung sowie der Provisorischen Landesversammlung Oberösterreich.

## Auszeichnungen
- Berufstitel "Geistlicher Rat" (1902), "Konsistorialrat" (1912)
- Ehrenbürger von Weyer-Land, Lichtenegg (heute Katastralgemeinde von Wels) und Reichraming